# خوسيه أنخيل غونزاليس سيرنا
خوسيه أنخيل غونزاليس سيرنا (بالإسبانية: José Ángel González Serna)‏ هو سياسي مكسيكي، ولد في 12 أغسطس 1959 في مدينة أغواسكاليينتس في المكسيك. حزبياً، نشط في حزب العمل الوطني. وقد انتخب عضو مجلس النواب المكسيك.